# Genki Hirakata
Genki Hirakata (平方元基, Hirakata Genki, né le 1er Décembre 1985 dans la préfecture de Fukuoka, Japon) est un acteur et chanteur japonais.

## Carrière

### Performances scéniques(sélection partielle)
| Année       | Title                           | Rôle           | Notes                                                                                        |
| ----------- | ------------------------------- | -------------- | -------------------------------------------------------------------------------------------- |
| 2011        | Roméo et Juliette               | Tybalt         | CD enregistré En alternance avec Rio Uehara                                                  |
| 2012        | Elisabeth                       | Rudolph        | En alternance avec Yūta Furukawa                                                             |
| 2013        | Cyrano de Bergerac              | Christian      |                                                                                              |
| 2013 / 2018 | My Fair Lady                    | Freddy         |                                                                                              |
| 2013        | Roméo et Juliette               | Benvolio       | En alternance avec Matsuya Onoe                                                              |
| 2014 / 2017 | Lady Bess                       | Prince Felipe  | En alternance avec Yūta Furukawa Captation DVD existante (Flower version) CD live enregistré |
| 2015 / 2020 | Sunset Boulevard                | Joe Gillis     | Rôle masculin principal                                                                      |
| 2015-2016   | Tanz der Vampire                | Alfred         |                                                                                              |
| 2016        | Sweet Charity                   | Vittorio Vidal |                                                                                              |
| 2016        | The Scarlet Pimpernel           | Robespierre    |                                                                                              |
| 2017        | Kiss Me, Kate                   | Bill           |                                                                                              |
| 2018        | Something Rotten!               | Nigel          |                                                                                              |
| 2019        | Legally Blonde: The Musical     | Emmett         | Rôle masculin principal                                                                      |
| 2019        | Elisabeth                       | Franz Joseph   |                                                                                              |
| 2021        | Mademoiselle Mozart             | Salieri        | Rôle masculin principal                                                                      |
| 2023        | Ikiru                           | Le romancier   | Rôle en alternance avec Rio Uehara                                                           |
| 2024        | Harry Potter et l'enfant maudit | Harry Potter   | Rôle masculin principal en alternance avec Hisashi Yoshizawa                                 |
| 2025        | SPY × FAMILY                    | Loid Forger    | Rôle masculin principal en alternance avec Win Morisaki                                      |

### Dramas(sélection partielle)
| Année | Titre           | Rôle         | Chaîne  |
| ----- | --------------- | ------------ | ------- |
| 2008  | Scrap Teacher   |              | NTV     |
| 2009  | The Witch Trial | Suguru Soma  | Fuji TV |
| 2009  | Saru Lock       | Takase       | YTV     |
| 2009  | Drops of God    | Ryusuke Kido | NTV     |

### Films
| Année | Titre        | Rôle           |
| ----- | ------------ | -------------- |
| 2014  | Moushimasen! | Seichiro Azuma |

## Discographie

### Albums
- 2013 : G Voice
- 2021 : PROOF

### DVDs musicaux
- 2014 : G Voice Live & Talk 2013